# Kuwait TV 1
Kuwait TV 1 (تلفزيون الكويت) est une chaîne de télévision publique koweïtienne appartenant à l'entreprise de télédiffusion nationale Kuwait Television.
Créée en 1957 sur des fonds privés, elle passe sous le contrôle du gouvernement au moment de l’indépendance du pays en 1961. Plus ancienne chaîne de télévision du pays, elle adopte dès le début un format généraliste, et laisse une place importante à l’information nationale et internationale, ainsi qu’aux activités de la famille régnante et du gouvernement. Entièrement en arabe, au contraire de la deuxième chaîne Kuwait TV 2, elle émet 24 heures sur 24.
Kuwait TV 1 est diffusée sur le réseau hertzien sur le territoire koweïtien et est disponible par satellite sur plusieurs continents.

## Histoire
La télévision koweïtienne naît d’une initiative privée en 1957. Ses débuts sont timides, et la chaîne, qui émet alors en noir et blanc à raison de quelques heures seulement, ne couvre que quelques quartiers de la capitale. Lorsque le pays proclame son indépendance le 19 juin 1961, la télévision koweïtienne est nationalisée et passe sous l’autorité du ministère de l’information. Sa couverture s’élargit progressivement au cours des années 1960 et 1970, et se généralise à la quasi-totalité du territoire au cours de ces deux décennies. Son temps d’antenne, qui ne dépasse pas les quatre heures par jour au milieu des années 1960, croît également au fil du temps. En 1974, elle commence à émettre ses premières émissions en couleur (standard PAL) : la coupe du Golfe des nations de football, qui se tient cette année-là dans l’état voisin du Bahreïn.
Après des mois de tourmente pendant les heures sombres de la Deuxième Guerre du Golfe et une série d'aides internationales pour reconstruire ses infrastructures télévisuelles et radiophoniques endommagées au cours du conflit, Kuwait TV se développe dans la deuxième moitié des années 1990, et passe à une diffusion 24 heures sur 24. Son antenne, qui laisse toujours une large place à l’information et aux activités quotidiennes de l’émir et de son gouvernement, s’ouvre plus largement au divertissement avec de nombreuses séries, films et variétés arabes.
En 2009, la chaîne satellitaire Kuwait Space Channel, qui reprenait la plupart des programmes de Kuwait TV 1 en simultané et émettait sur plusieurs continents depuis son lancement en 1992, cesse ses émissions au profit de Kuwait TV 1, qui peut depuis lors être reçue dans de nombreux pays du monde.

## Description
La première chaîne koweïtienne se positionne comme un média national à caractère généraliste. Entièrement diffusée en langue arabe (au contraire de sa « petite sœur » anglophone Kuwait TV 2), elle organise son antenne autour de grands rendez-vous d’information, mais aussi de dessins animés, de documentaires, de magazines, de séries (presque uniquement arabes) et de variétés, laissant une large place aux grandes voix arabes (Oum Kalthoum, Fairuz…) ainsi qu’aux chanteurs du Golfe. Comme la plupart des chaînes des pays arabes, elle laisse également une place importante aux émissions religieuses (récitations coraniques, prières en direct depuis la Grande Mosquée de Koweit), notamment pendant la période du Ramadan.